# Yang Kaisheng
Yang Kaisheng ist ein chinesischer Bankier und Manager.

## Leben
Kaisheng studierte Wirtschaftswissenschaften an der Wuhan-Universität. Seit 2005 ist er Geschäftsführer des chinesischen Unternehmens Industrial and Commercial Bank of China, dessen Präsident seit 2005 der Bankier Jiang Jianqing ist.